# مائع تشغيل
مائع التشغيل هو سائل أو غاز مضغوطين والذي يجعل الآلة تعمل ومن الممكن أن تكون وظيفته هي امتصاص أو نقل طاقة، وأمثلة علي ذلك، البخار في محرك البخار والهواء في محرك الهواء الساخن والسائل الهيدروليكى في المحرك الهيدروليكي، وبشكل عام يُستخدم مائع التشغيل في أنظمة الديناميكا الحرارية.

## الخصائص والحالات
ٌإن خصائص مائع التشغيل ضرورية لكي نستطيع أن نصف أنظمة الديناميكا الحرارية بشكل كامل، كما أن موائع التشغيل لها خصائص ومواصفات فيزيائية كثيرة جدًا، لذلك فإن المواصفات الأكثر شيوعًا واستخدامًا في الهندسة التصميمية والتحليلية هي: الضغط ودرجة الحرارة والمحتوي الحراري والعشوائية والحجم النوعي والطاقة الداخلية.

رسم بياني لعلاقة الضغط مقابل الحجم

وإذا تم معرفة خاصيتين اثنتين على الأقل فأنه يمكن تحديد حالة مائع التشغيل بالضبط، وهذا غالبًا ما يتم تحديده بواسطة نقطة علي الرسم البياني الذي يتكون من خاصية مقابل الأخري كما في الشكل.

اجراء ديناميكا حرارية نموذجي (التمدد من الحالة الأولي للحالة الثانية)

عندما يمر مائع التشغيل علي أجزاء هندسية أو ميكانيكية مثل العنفات أو الضواغط فإن النقطة التي تم تحديدها علي الرسم البياني تتحرك لموضعها الجديد وفقًا للتغيرات التي حدثت للخاصية.
لذلك فإنه نظريًا يمكن رسم خط مستقيم أو منحني والذي يصف بشكل محدد خصائص الديناميكا الحرارية للمائع، لكن في الحقيقة هذا يتم فقط إذا كان الإجراء الذي حدث كان اجراءًا انعكاسيا، لكن إن لم يكن انعكاسيًا فإن التغيرات التي حدثت للمائع يمكن وصفها علي الرسم البياني بواسطة خط متقطع.

## إنتاج شغل ثرموديناميك
يمكن استخدام مائع التشغيل لإنتاج طاقة شغل من العنفة. وايضأ يمكن ادخال الطاقة في دورات الديناميكا الحرارية إلي مائع التشغيل باستخدام الضاغط.
والصيغة الرياضية لهذا الموضوع من الممكن ان تكون بسيطة باعتبار وجود اسطوانة يتواجد داخلها مائع التشغيل، وهناك مكبس يتم استخدامه لادخال طاقة الشغل للمائع، وعن طريقة استخدام علم الميكانيكا يمكن التعبير عن الشغل المبذول من الحالة 1 إلى الحالة 2 بالعلاقة الرياضية الآتية:
حيث ان ds هي عبارة عن المسافة ما بين الحالة الأولي والثانية وF هي القوة المؤثرة علي المكبس بينما الإشارة السالبة تدل علي التناقص الذي حدث في الحجم نتيجة تأثير القوة تلك، والتوضيح في الشكل الآتي:

الشغل المبذول علي مائع التشغيل بواسطة مكبس الاسطوانة

كما أنه يمكن التعبير عن القوة عن طريق حاصل ضرب مقدار الضغط الواقع علي الاسطوانة ومساحتها المقطعية كما بالعلاقة الرياضية الآتية:
{\displaystyle W=-\int _{1}^{2}{\mathit {pA}}\cdot \mathrm {d} \mathbf {s} }

{\displaystyle W=-\int _{1}^{2}{\mathit {p}}\cdot \mathrm {d} {\mathit {V}}}

حيث أن نتيجة ضرب المساحة في المسافة يساوي الحجم أي التناقص الذي حدث في الحجم. ولو أن من الحالة 1 إلى الحالة 2 حدث زيادة للحجم إذا فان مائع التشغيل يُعتبر أنه يبذل طاقة شغل علي الاجسام المحيطة به. ولو أن الحجم يتناقص سيكون مقدار قيمة الشغل سالبة. ومن خلال التعريف في العلاقة السابقة عن طريق التكامل، فأن الشغل المبذول يمكن التعبير عنه بالمساحة الواقعة أسفل منحني الضغط والحجم في الشكل المقابل باعتبار وجود ثبوت الضغط من الحالة الأولي للثانية، لذا يكون الشغل المبذول هو:

اجراء ثبوت الضغط علي رسم بياني لعلاقة الضغط مقابل الحجم

{\displaystyle W=-{\mathit {p}}\int _{1}^{2}\mathrm {d} {\mathit {V}}}

{\displaystyle W=-{\mathit {p}}\cdot \mathrm {(V_{2}-V_{1})} }

## اختيار مائع التشغيل
يتم اختيار مائع التشغيل حسب التطبيق الذي نستهدفه، فهناك الكثير من أنواع موائع التشغيل التي يتم استخدامها في شتي المجالات، ففي دورات الديناميكا الحرارية يتغير فيها حالة المائع من الغازية الي السائلة والعكس صحيح.وبالتأكيد فإن الغازات مثل الهيليوم يتم معاملتها كغاز مثالي، وهذا ليس شائعًا بالنسبة للبخار المحمص حيث لا يمكن استخدام معادلة الغاز المثالي في هذه الحالة.وبالرغم من ذلك فإنه عند درجات حرارة مرتفعة تعطي نتائج دقيقة نسبيًا.
كما أن مراعاة الخواص الكيميائية والفيزيائية لمائع التشغيل مهمة للغاية عند تصميم وتنفيذ أنظمة الديناميكا الحرارية.على سبيل المثال، في وحدات التبريد يُسمي مائع التشغيل مبرِد،غاز النشادر يعتبر مبِرد مثالي ويستخدم كمائع تشغيل أساسي.وبالمقارنة بالماء التي يمكن استخدامها ايضًا كمبِرد فإن غاز النشادر يكون مطلوبًا في الاستخدامات ذات الضغوط المرتفعة نسبيًا والتي تتطلب معدات قوية ومكلفة.
أما في دورات الهواء القياسية مثل دورات العنفات الغازية فيكون مائع التشغيل هو الهواء مثل العنفة الغازية ذات الدورة المغلقة حيث يدخل الهواء الي الضاغط حيث يزداد ضغطه بمعدلات مرتفعة.وهنا يتم ادراج طاقة شغل بواسطة الضاغط إلي مائع التشغيل (شغل ذو قيمة موجبة)وبعدها ينتقل المائع إلى غرفة الاحتراق حيث يتم هنا ادخال الطاقة الحرارية عن طريق حرق الوقود بعد حقنه إلى الغرفة، وبعد ذلك يتمدد الهواء علي ريش العنفة باذلاً شغلاً (ذو قيمة سالبة) علي ريش العنفة.
وهناك الكثير من موائع التشغيل المختلفة لها خصائص مختلفة، لذا فإن اختيار واحد بالتحديد يكون حسب متطلبات التصميم الهندسي وعلى سبيل المثال فان في وحدات التبريد تتطلب موائع لها حرارة كامنة بمقدار كبير لكي تستطيع توفير سعة تبريدية كبيرة.
| التطبيق                            | المائع المناسب | مثال محدد           |
| ---------------------------------- | --- | ------------------- |
| عنفة غازية دورات                   | هواء |                     |
| دورة رانكن                         | ماء/بخار، بنتان، تولوين                                                                                             |                     |
| مبردات البخار المضغوط، مضخة حرارية | كلوروفلوروكربونات، هيدروفلوروكربونات، فلوروكربونات، بروبان، بوتان (كيمياء), إيزوبوتان، أمونياك، ثنائي أكسيد الكبريت | ثلاجة، تكييف الهواء |
| عدة الهبوط                         | هيليوم |                     |